# Josef Anton Hess (Politiker, 1832)
Josef Anton Hess (* 15. März 1832 in Unterägeri; † 4. Januar 1915 ebenda, heimatberechtigt in Unterägeri) war ein Schweizer Politiker (Katholisch-Konservative) und Textilunternehmer.

## Biografie
Josef Anton Hess wurde am 15. März 1832 als Sohn des Gemeindepräsidenten, Färbers und Textilunternehmers Josef Anton Hess senior in Unterägeri geboren.
Ab 1846 besuchte er das Kollegium St. Michael in Freiburg. 1853 übernahm er nach dem Tod seines Vaters dessen Geschäft in Unterägeri und liess es zu einer grossen Warenhandlung mit angegliederter Weberei, Stickerei und Färberei ausbauen. Zudem gründete er 1862 in Prà bei Genua eine Weberei und Stickerei.
Josef Anton Hess, der in erster Ehe mit Johanna, der Tochter des Ratsherrn Anton Gamma, sowie in zweiter Ehe mit Maria Elisa, der Tochter des Unternehmers Nikolaus Benziger, verheiratet war, verstarb am 4. Januar 1915 im Alter von 82 Jahren in Unterägeri.

## Politisches Wirken
Josef Anton Hess trat auch in der Politik in die Fussstapfen seines Vaters. So gehörte er von 1854 bis 1857, 1864 bis 1867 und 1892 bis 1906 dem Zuger Kantonsrat an. Darüber hinaus vertrat er zwischen 1877 und 1883 seinen Kanton im Ständerat. Auf Gemeindeebene amtierte er von 1877 bis 1891 als Gemeindepräsident sowie von 1897 bis 1908 als Korporationsrat in Unterägeri.
Josef Anton Hess, der den Ruf eines „eigenwilligen Dorfkönigs“ genoss, brach in den 1870er Jahren mit seiner Partei die Vorherrschaft der Liberalen, die von den Unterägerer Spinnereien der Familie Henggeler gestützt wurden, engagierte sich aber gleichzeitig mit seinen politischen Gegnern für die Entwicklung der Gemeinde, insbesondere im Bereich Wasserversorgung, Verkehrserschliessung und Tourismus.